# 김기환 (1976년)
김기환(1976년 12월 7일 ~ )은 전 KBO 리그 야구 선수이다. 